# Association sportive nationale de la Nigelec
L'Association Sportive Nationale de la Nigelec est un club nigérien de football basé à Niamey et fondé en 2005.

## Palmarès
- Championnat du Niger (1)
  - Champion : 2021-22
  - Vice-champion[3] : 2014.
- Coupe du Niger (2)
  - Vainqueur[4] : 2013, 2025.
- Supercoupe du Niger (1)
  - Finaliste : 2013.
  - Vainqueur: 2022

- Coupe de la confédération (0)
  - Tour préliminaire : 2014.
  - Tour de cad : 2022.
- Ligue des champions de la CAF (0)
  - Tour préliminaire : 2022.

### Joueurs emblématiques

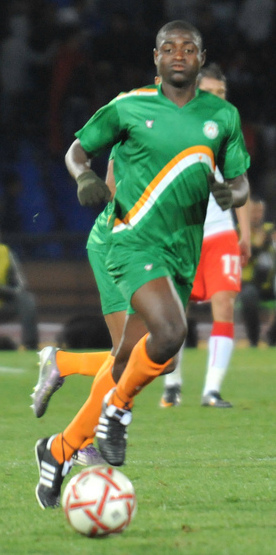
Boubacar Talatou

- Kassaly Daouda
- Boubacar Talatou